# Câmpina
Câmpina je město v Rumunsku v župě Prahova. Nachází se na ústí řeky Doftany do Prahovy, asi 31 km severozápadně od Ploješti a asi 92 km severozápadně od Bukurešti. V roce 2011 žilo ve městě 32 935 obyvatel, Câmpina je tak druhým největším městem župy Prahova.
První písemná zmínka o městě pochází z roku 1503. V letech 1897 a 1898 zde byla největší ropná rafinerie v Evropě. Nachází se zde zámek Iulia Hașdeu.
V Câmpině zemřel malíř Nicolae Grigorescu.